# Hyporchema
Hyporchema – pieśń chóralna na cześć Apollina, najczęściej w metrach peonicznych. Jej wykonywaniu towarzyszyły żywe gesty i mimika.